# Kollega
Kollega är även en medlemstidning som utges av fackförbundet Unionen.
Kollega (plural kolleger eller kollegor, av latin collega, av prefixet con, med, och legere, utvälja) var förr i Sverige och Finland en ordinarie lärare vid lägre (fem- och treklassiga) läroverk (collega scholæ) samt tvåklassiga pedagogier (ordinarie lärare vid motsvarande klasser av högre läroverk benämndes adjunkt).
Vid omorganisationen av de svenska statsläroverken 1905 avskaffades benämningen kollega och därefter fanns endast två grupper av ordinarie ämneslärare, lektorer och adjunkter.